# Хони
Хони (грузински: ხონი) е град в Имеретия, Грузия. Разположен е в Колхидската низина, близо до брега на река Цхенисцкали, на 25 km западно от Кутаиси и 20 km северно от Самтредия. Населението му към 2014 г. наброява 8987 души.

## История
Предполага се, че селището датира от ранното средновековие, от когато датира и църквата в града. През късното средновековие селището е религиозен център. Все пак то се развива основно през 19 век. През 1865 г. тук отваря театър. През 1870-те години е важен търговски център в Имеретия. По това време отварят воденица, текстилна фабрика, завод за тухли и се произвеждат коприна и прежди. През 1921 г. Хони получава статут на град. В периода 1936 – 1989 г. градът се нарича Цулукидзе в чест на революционера Александър Цулукидзе.

## Икономика
Основният отрасъл е селското стопанство. По съветско време се произвеждат чай, прежди и пластмасови съдове.

## Побратимени градове
- Елиста, Русия
- Верона, Италия

## Родени в Хони
- Ираклий Абашидзе – поет